# Diatomovoevatnet
Diatomovoevatnet är en sjö i Antarktis. Den ligger i Östantarktis. Norge gör anspråk på området. Diatomovoevatnet ligger 44 meter över havet. Den ligger vid sjön Krokevatnet.